# Evans (Gewehr)

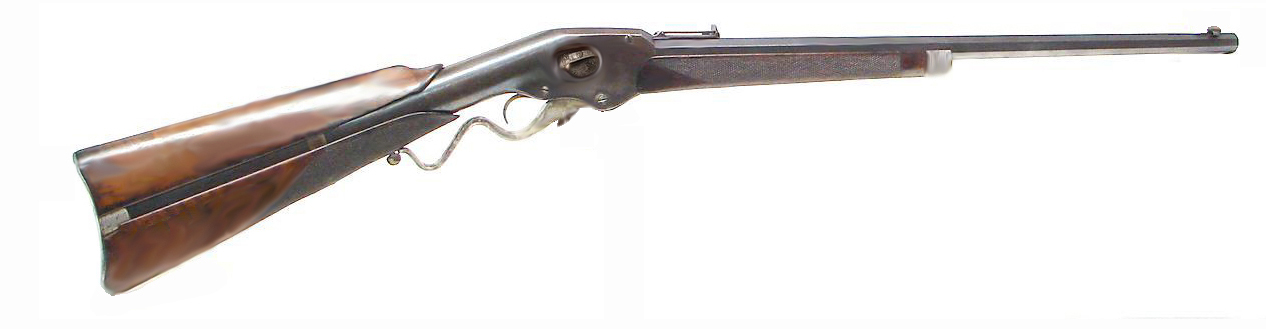
Evans Lever-Action carbine

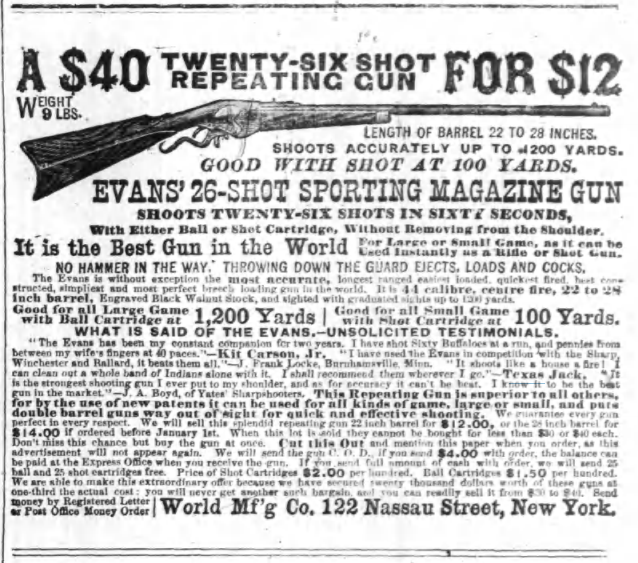
Anzeige für die Evans Repeating Rifle Co. 1876

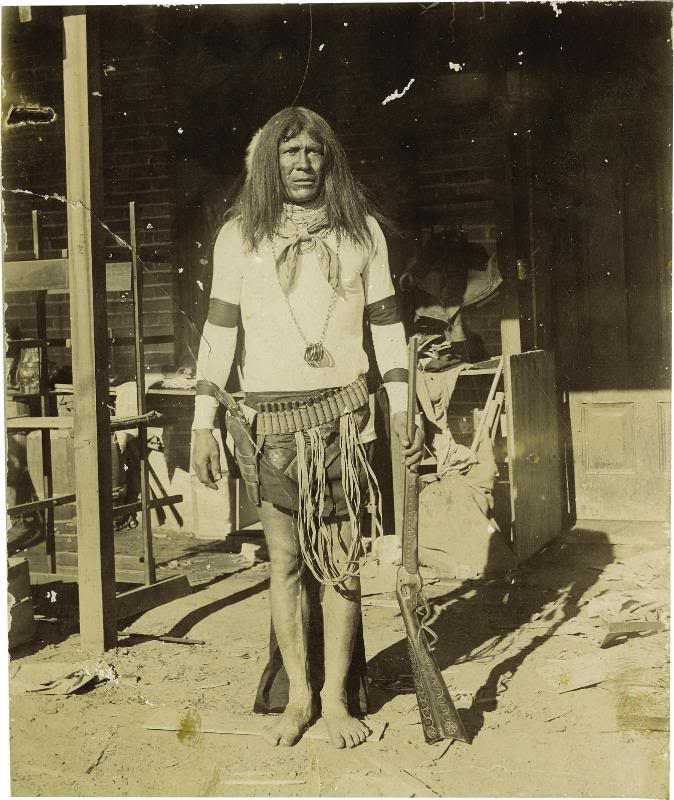
Apache mit Evans-Gewehr, ca. 1880

Das Evans-Gewehr war ein 1873 bis 1879 bei der „Evans Rifle Manufacturing Company“ in Mechanic Falls, Maine, USA hergestellter Unterhebelrepetierer. Seine Besonderheit war das je nach Patronenart 28 bis 34 Schuss fassende Helix-Magazin, das als zentraler Teil des Kolbens diente.

## Geschichte
Die Waffe basierte auf Patenten (Evans Repeating Rifle/Pat. Dec 8, 1868 & Sept. 16, 1871) von Warren R. Evans, einem Zahnarzt aus Thomaston, Maine. Da die HerstellerfIrma keine Verkaufsorganisation hatte, erfolgte der Verkauf der Waffen für den Zivilmarkt über die Firma „Merwin & Hulbert“. Die zu Tests den US Armeebehörden angebotenen Militärwaffen, Musketen und Karabiner hatten keinen Erfolg. Gesamthaft wurden etwas über 12.000 Waffen produziert. Da nach dem Amerikanischen Bürgerkrieg zahlreiche Gewehre den Weg von der Armee in den Zivilmarkt fanden, liefen die Verkäufe schlecht. Im Dezember 1879 ging die Evans Repeating Rifle Company in Konkurs.

## Technik

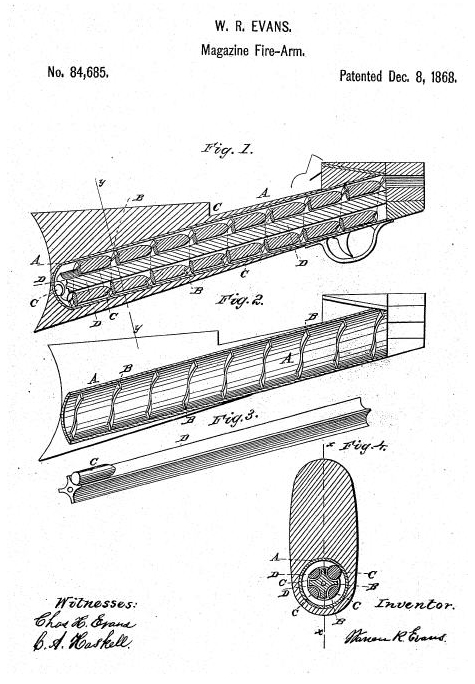
W. R. Evans Patent 1868

Die Funktion und Verriegelung des Unterhebelverschlusses entspricht weitgehend der des Spencer-Gewehres. Das Magazinrohr ist hinten an das Verschlussgehäuse angeschraubt. Im Inneren ist ein vierreihiger Zuführmechanismus in Form einer Archimedischen Schraube angebracht, die sich beim Öffnen des Verschlusses um 90 Grad dreht und eine Patrone in Ladestellung bringt. Beim Schließen des Verschlusses wird die Patrone ins Patronenlager gebracht, der Verschluss wird verriegelt.
Der Kolben besteht aus dem Magazinrohr, auf dem oben und unten ergänzende Holzteile angebracht sind.

## Munition
Mit dem Gewehr entwickelte Warren Evans auch die dazugehörigen Patronen.
Die für die frühen Modelle entwickelte kurze .44 Evans Short- Patrone hatte eine Hülsenlänge von 1 inch (25,4 mm), das .44 Bleigeschoss wog 220 Grains (14,2 g) die Schwarzpulverladung wog 33 Grains (2,14 g). Die Hülse für die späteren New Model Gewehre hatte eine Länge von 1½ inch (37,6 mm), das Geschoss wog 300 Grains (19,4 g),  und die Ladung betrug 43 Grains  (2,8 g). Je nach Lauflänge wurde damit eine Anfangsgeschwindigkeit des Geschosses von 850 – 1200 fps (260 bis 360 m/s) erreicht. Die Evans-Patronen wurden später von Winchester bis in die frühen 1920er Jahre produziert.

## Modelle der Evans-Gewehre
Beim ersten, heute als  „Old Model“ bezeichneten Gewehr war das Verschlussgehäuse oben flach, die Produktion lief von der Seriennummer 1 bis ca. 500. Es verschoss die kurze Patrone. Die Ladekapazität des Magazins betrug 34 Schuss. Der Kolben bestand aus 2 Komponenten, unten das Röhrenmagazin, oben ergänzt durch einen Holzaufsatz.
Das „Transition Model“, Seriennummer ca. 500 bis 2185 entsprach technisch seinem Vorgänger, der Kolben hatte jedoch wie die späteren Modelle zwei Holzteile. Die Waffen wurden als Jagdwaffen, zivile Karabiner, Musketen und Militärkarabiner angeboten.
- Laufbeschriftung:
- „EVANS REPEATING RIFLE/PAT.DEC.8.68 & SEPT.16.71.“
- „EVANS REPEATING RIFLE MECHANIC FALLS ME / PAT.DEC.8.68 & SEPT.16.71.“

Das „New Model“ Rifle verschoss die spätere 1½ inch-Patrone. Sein an die lange Patrone angepasstes Magazin fasste 28 Schuss. Das neue Verschlussgehäuse war oben nicht mehr flach, sondern gerundet. Gesamthaft wurden zwischen 1877 und 1879 etwa 10.000 „New Model“ Jagdwaffen, Karabiner und Musketen hergestellt.
- Laufbeschriftung
- „EVANS REPEATING RIFLE PAT. JULY. 24. 1873 MONTREAL“

Nach dem Konkurs der Firma wurden die noch vorhandenen Komponenten der Waffen von den Firmen „Ridout & Co. New York“ und „Turner & Ross, Boston“ übernommen, zusammengebaut, und unter der Bezeichnung „EVANS SPORTING RIFLE“ auf den Markt gebracht.